# 4.ª etapa del Giro de Italia 2022
La 4.ª etapa del Giro de Italia 2022 tuvo lugar el 10 de mayo de 2022 entre Avola y Etna sobre un recorrido de 172 km. El vencedor fue el alemán Lennard Kämna del equipo Bora-Hansgrohe, quien se impuso al esprint al nuevo líder de la prueba, el español Juan Pedro López del equipo Trek-Segafredo.

## Clasificación de la etapa
| Avola - Monte Etna | etapa de montaña | (172 km) |

| \| Clasificación de la etapa \| Clasificación de la etapa \| Clasificación de la etapa \| Clasificación de la etapa \| Clasificación de la etapa \| \| Ciclista \| Ciclista \| Equipo \| Tiempo \| \| \| ------------------------- \| ------------------------- \| ---------------------------------- \| ------------------------- \| ------------------------- \| \| 1.º \| Lennard Kämna \| Bora-Hansgrohe \| 4 h 32 min 11 s \| \| \| 2.º \| Juan Pedro López \| Trek-Segafredo \| + 0 s \| \| \| 3.º \| Rein Taaramäe \| Intermarché-Wanty-Gobert Matériaux \| + 34 s \| \| \| 4.º \| Sylvain Moniquet \| Lotto-Soudal \| + 2 min 12 s \| \| \| 5.º \| Mauri Vansevenant \| Quick-Step Alpha Vinyl \| + 2 min 12 s \| \| \| 6.º \| Gijs Leemreize \| Jumbo-Visma \| + 2 min 31 s \| \| \| 7.º \| Richard Carapaz \| Ineos Grenadiers \| + 2 min 37 s \| \| \| 8.º \| Romain Bardet \| Team DSM \| + 2 min 37 s \| \| \| 9.º \| Pello Bilbao \| Bahrain Victorious \| + 2 min 37 s \| \| \| 10.º \| João Almeida \| UAE Team Emirates \| + 2 min 37 s \| \| |                   |                                    |                 |
| |                   |                                    |                 |
| Fuente: ProCyclingStats |                   |                                    |                 |
| Clasificación de la etapa |                   |                                    |                 |
| Ciclista | Ciclista          | Equipo                             | Tiempo          |
| 1.º | Lennard Kämna     | Bora-Hansgrohe                     | 4 h 32 min 11 s |
| 2.º | Juan Pedro López  | Trek-Segafredo                     | + 0 s           |
| 3.º | Rein Taaramäe     | Intermarché-Wanty-Gobert Matériaux | + 34 s          |
| 4.º | Sylvain Moniquet  | Lotto-Soudal                       | + 2 min 12 s    |
| 5.º | Mauri Vansevenant | Quick-Step Alpha Vinyl             | + 2 min 12 s    |
| 6.º | Gijs Leemreize    | Jumbo-Visma                        | + 2 min 31 s    |
| 7.º | Richard Carapaz   | Ineos Grenadiers                   | + 2 min 37 s    |
| 8.º | Romain Bardet     | Team DSM                           | + 2 min 37 s    |
| 9.º | Pello Bilbao      | Bahrain Victorious                 | + 2 min 37 s    |
| 10.º | João Almeida      | UAE Team Emirates                  | + 2 min 37 s    |

## Clasificaciones al final de la etapa

### Clasificación general(Maglia Rosa)
| \| Clasificación general \| Clasificación general \| Clasificación general \| Clasificación general \| Clasificación general \| \| Ciclista \| Ciclista \| Equipo \| Tiempo \| \| \| --------------------- \| --------------------- \| ---------------------------------- \| --------------------- \| --------------------- \| \| 1.º \| Juan Pedro López \| Trek-Segafredo \| 14 h 17 min 07 s \| \| \| 2.º \| Lennard Kämna \| Bora-Hansgrohe \| + 39 s \| \| \| 3.º \| Rein Taaramäe \| Intermarché-Wanty-Gobert Matériaux \| + 58 s \| \| \| 4.º \| Simon Yates \| BikeExchange-Jayco \| + 1 min 42 s \| \| \| 5.º \| Mauri Vansevenant \| Quick-Step Alpha Vinyl \| + 1 min 47 s \| \| \| 6.º \| Wilco Kelderman \| Bora-Hansgrohe \| + 1 min 55 s \| \| \| 7.º \| Pello Bilbao \| Bahrain Victorious \| + 2 min 00 s \| \| \| 8.º \| João Almeida \| UAE Team Emirates \| + 2 min 00 s \| \| \| 9.º \| Richie Porte \| Ineos Grenadiers \| + 2 min 04 s \| \| \| 10.º \| Romain Bardet \| Team DSM \| + 2 min 06 s \| \| |                   |                                    |                  |
| |                   |                                    |                  |
| Fuente: ProCyclingStats |                   |                                    |                  |
| Clasificación general |                   |                                    |                  |
| Ciclista | Ciclista          | Equipo                             | Tiempo           |
| 1.º | Juan Pedro López  | Trek-Segafredo                     | 14 h 17 min 07 s |
| 2.º | Lennard Kämna     | Bora-Hansgrohe                     | + 39 s           |
| 3.º | Rein Taaramäe     | Intermarché-Wanty-Gobert Matériaux | + 58 s           |
| 4.º | Simon Yates       | BikeExchange-Jayco                 | + 1 min 42 s     |
| 5.º | Mauri Vansevenant | Quick-Step Alpha Vinyl             | + 1 min 47 s     |
| 6.º | Wilco Kelderman   | Bora-Hansgrohe                     | + 1 min 55 s     |
| 7.º | Pello Bilbao      | Bahrain Victorious                 | + 2 min 00 s     |
| 8.º | João Almeida      | UAE Team Emirates                  | + 2 min 00 s     |
| 9.º | Richie Porte      | Ineos Grenadiers                   | + 2 min 04 s     |
| 10.º | Romain Bardet     | Team DSM                           | + 2 min 06 s     |

### Clasificación por puntos(Maglia Ciclamino)
| Clasificación por puntos | Clasificación por puntos | Clasificación por puntos           | Clasificación por puntos | Clasificación por puntos |
| Ciclista                 | Ciclista                 | Equipo                             | Puntos                   |                          |
| ------------------------ | ------------------------ | ---------------------------------- | ------------------------ | ------------------------ |
| 1.º                      | Mathieu van der Poel     | Alpecin-Fenix                      | 62 pts                   |                          |
| 2.º                      | Biniam Girmay            | Intermarché-Wanty-Gobert Matériaux | 55 pts                   |                          |
| 3.º                      | Mark Cavendish           | Quick-Step Alpha Vinyl             | 53 pts                   |                          |
| 4.º                      | Arnaud Démare            | Groupama-FDJ                       | 44 pts                   |                          |
| 5.º                      | Fernando Gaviria         | UAE Team Emirates                  | 32 pts                   |                          |
| 6.º                      | Pello Bilbao             | Bahrain Victorious                 | 27 pts                   |                          |
| 7.º                      | Filippo Tagliani         | Drone Hopper-Androni Giocattoli    | 24 pts                   |                          |
| 8.º                      | Lennard Kämna            | Bora-Hansgrohe                     | 22 pts                   |                          |
| 9.º                      | Wilco Kelderman          | Bora-Hansgrohe                     | 18 pts                   |                          |
| 10.º                     | Magnus Cort              | EF Education-EasyPost              | 18 pts                   |                          |

### Clasificación de la montaña(Maglia Azzurra)
| Clasificación de la montaña | Clasificación de la montaña | Clasificación de la montaña        | Clasificación de la montaña | Clasificación de la montaña |
| Ciclista                    | Ciclista                    | Equipo                             | Puntos                      |                             |
| --------------------------- | --------------------------- | ---------------------------------- | --------------------------- | --------------------------- |
| 1.º                         | Lennard Kämna               | Bora-Hansgrohe                     | 40 pts                      |                             |
| 2.º                         | Juan Pedro López            | Trek-Segafredo                     | 18 pts                      |                             |
| 3.º                         | Rein Taaramäe               | Intermarché-Wanty-Gobert Matériaux | 12 pts                      |                             |
| 4.º                         | Sylvain Moniquet            | Lotto-Soudal                       | 9 pts                       |                             |
| 5.º                         | Mauri Vansevenant           | Quick-Step Alpha Vinyl             | 6 pts                       |                             |
| 6.º                         | Pascal Eenkhoorn            | Jumbo-Visma                        | 5 pts                       |                             |
| 7.º                         | Rick Zabel                  | Israel-Premier Tech                | 5 pts                       |                             |
| 8.º                         | Gijs Leemreize              | Jumbo-Visma                        | 4 pts                       |                             |
| 9.º                         | Mathieu van der Poel        | Alpecin-Fenix                      | 3 pts                       |                             |
| 10.º                        | Richard Carapaz             | Ineos Grenadiers                   | 2 pts                       |                             |

### Clasificación de los jóvenes(Maglia Bianca)
| Clasificación del mejor joven | Clasificación del mejor joven | Clasificación del mejor joven | Clasificación del mejor joven | Clasificación del mejor joven |
| Ciclista                      | Ciclista                      | Equipo                        | Tiempo                        |                               |
| ----------------------------- | ----------------------------- | ----------------------------- | ----------------------------- | ----------------------------- |
| 1.º                           | Juan Pedro López              | Trek-Segafredo                | 14 h 17 min 07 s              |                               |
| 2.º                           | Mauri Vansevenant             | Quick-Step Alpha Vinyl        | + 1 min 47 s                  |                               |
| 3.º                           | João Almeida                  | UAE Team Emirates             | + 2 min 00 s                  |                               |
| 4.º                           | Thymen Arensman               | Team DSM                      | + 2 min 15 s                  |                               |
| 5.º                           | Santiago Buitrago             | Bahrain Victorious            | + 2 min 18 s                  |                               |
| 6.º                           | Iván Ramiro Sosa              | Movistar Team                 | + 3 min 05 s                  |                               |
| 7.º                           | Pavel Sivakov                 | Ineos Grenadiers              | + 3 min 14 s                  |                               |
| 8.º                           | Simon Carr                    | EF Education-EasyPost         | + 3 min 26 s                  |                               |
| 9.º                           | Stefano Oldani                | Alpecin-Fenix                 | + 3 min 35 s                  |                               |
| 10.º                          | Gijs Leemreize                | Jumbo-Visma                   | + 4 min 06 s                  |                               |

### Clasificación por equipos"Súper team"
| Clasificación por equipos | Clasificación por equipos          | Clasificación por equipos | Clasificación por equipos |
| Equipo                    | Equipo                             | Tiempo                    |                           |
| ------------------------- | ---------------------------------- | ------------------------- | ------------------------- |
| 1.º                       | Bora-Hansgrohe                     | 42 h 54 min 54 s          |                           |
| 2.º                       | Intermarché-Wanty-Gobert Matériaux | + 2 min 17 s              |                           |
| 3.º                       | Trek-Segafredo                     | + 2 min 47 s              |                           |
| 4.º                       | Bahrain Victorious                 | + 3 min 03 s              |                           |
| 5.º                       | Ineos Grenadiers                   | + 3 min 21 s              |                           |
| 6.º                       | BikeExchange-Jayco                 | + 3 min 26 s              |                           |
| 7.º                       | Movistar Team                      | + 6 min 03 s              |                           |
| 8.º                       | Jumbo-Visma                        | + 6 min 39 s              |                           |
| 9.º                       | Team DSM                           | + 8 min 06 s              |                           |
| 10.º                      | Astana Qazaqstan Team              | + 9 min 43 s              |                           |

## Abandonos
- Miguel Ángel López (Astana Qazaqstan Team), aquejado de una lesión en la cadera,[2]  no completó la etapa.
- Jakub Mareczko (Alpecin-Fenix) no completó la etapa.[3]